# Major League Soccer 1998
La Major League Soccer 1998 è stata la terza edizione del campionato di calcio statunitense.
Il regolamento prevedeva che in caso di pareggio al termine dei novanta minuti regolamentari la partita venisse decisa agli shootout.
Hanno partecipato per la prima volta al campionato i Chicago Fire ed i Miami Fusion.

## Regular Season

### Eastern Conference
| Pos. | Squadra          | Pt | G  | V  | P  | GF | GS | DR  |
| ---- | ---------------- | -- | -- | -- | -- | -- | -- | --- |
| 1    | D.C. United      | 58 | 32 | 24 | 8  | 74 | 48 | +26 |
| 2    | Columbus Crew    | 45 | 32 | 15 | 17 | 67 | 56 | +11 |
| 3    | MetroStars       | 39 | 32 | 15 | 17 | 54 | 63 | -9  |
| 4    | Miami Fusion     | 35 | 32 | 15 | 17 | 46 | 68 | -22 |
| 5    | Tampa Bay Mutiny | 34 | 32 | 12 | 20 | 46 | 57 | -11 |
| 6    | N.E. Revolution  | 29 | 32 | 11 | 21 | 53 | 66 | -13 |

### Western Conference
| Pos. | Squadra         | Pt | G  | V  | P  | GF | GS | DR  |
| ---- | --------------- | -- | -- | -- | -- | -- | -- | --- |
| 1    | L.A. Galaxy     | 68 | 32 | 24 | 8  | 85 | 44 | +41 |
| 2    | Chicago Fire    | 56 | 32 | 20 | 12 | 62 | 45 | +17 |
| 3    | Colorado Rapids | 44 | 32 | 16 | 16 | 62 | 69 | -7  |
| 4    | Dallas Burn     | 37 | 32 | 15 | 17 | 43 | 59 | -16 |
| 5    | San Jose Clash  | 33 | 32 | 13 | 19 | 48 | 60 | -12 |
| 6    | K.C. Wizards    | 32 | 32 | 12 | 20 | 45 | 50 | -5  |

Legenda:

      Vincitrice del MLS Supporters' Shield e ammessa agli MLS Cup Playoffs.

      Ammesse agli MLS Cup Playoffs.

## MLS Cup Playoffs

### Semifinali di Conference

#### Andata
| Washington 30 settembre 1998, ore 20:00 UTC-4 | D.C. United | 2 – 1 referto | Miami Fusion | RFK Stadium (15.187 spett.) |

| Columbus 30 settembre 1998, ore 19:30 UTC-4 | Columbus Crew | 5 – 3 referto | MetroStars | Ohio Stadium (10.996 spett.) |

| Pasadena 1º ottobre 1998, ore 01:00 UTC-4 | L.A. Galaxy | 6 – 1 referto | Dallas Burn | Rose Bowl (10.047 spett.) |

| Chicago 1º ottobre 1998, ore 20:00 UTC-4 | Chicago Fire | 2 – 1 referto | Colorado Rapids | Soldier Field (12.610 spett.) |

#### Ritorno
| Miami 4 ottobre 1998, ore 19:30 UTC-4  | Miami Fusion   | 0 – 0 referto | D.C. United | Lockhart Stadium (13.128 spett.) |
| \| \| \| \| \| \| Shootout 0 – 1 \| \| |                |               |             |                                  |
|                                        |                |               |             |                                  |
|                                        | Shootout 0 – 1 |               |             |                                  |

| East Rutherford 3 ottobre 1998, ore 19:00 UTC-4 | MetroStars     | 1 – 1 referto | Columbus Crew | Giants Stadium (11.686 spett.) |
| \| \| \| \| \| \| Shootout 2 – 3 \| \|          |                |               |               |                                |
|                                                 |                |               |               |                                |
|                                                 | Shootout 2 – 3 |               |               |                                |

| Dallas 4 ottobre 1998, ore 16:00 UTC-4 | Dallas Burn | 2 – 3 referto | L.A. Galaxy | Cotton Bowl (8.130 spett.) |

| Denver 5 ottobre 1998, ore 23:00 UTC-4 | Colorado Rapids | 0 – 1 referto | Chicago Fire | Mile High Stadium (6.582 spett.) |

### Finali di Conference

#### Andata
| Washington 11 ottobre 1998, ore 16:00 UTC-4                 | D.C. United | 2 – 0 referto | Columbus Crew | RFK Stadium (17.755 spett.) |
| \| \| \| \| \| Sanneh 68’ Etcheverry 78’ \| Marcatori \| \| |             |               |               |                             |
|                                                             |             |               |               |                             |
| Sanneh 68’ Etcheverry 78’                                   | Marcatori   |               |               |                             |

| Pasadena 10 ottobre 1998, ore 01:30 UTC-4    | L.A. Galaxy | 0 – 1 referto | Chicago Fire | Rose Bowl (25.107 spett.) |
| \| \| \| \| \| \| Marcatori \| 86’ Marsch \| |             |               |              |                           |
|                                              |             |               |              |                           |
|                                              | Marcatori   | 86’ Marsch    |              |                           |

#### Ritorno
| Columbus 18 ottobre 1998, ore 16:00 UTC-4                                                     | Columbus Crew | 4 – 2 referto           | D.C. United | Ohio Stadium (13.193 spett.) |
| \| \| \| \| \| McBride 8’, 47’ Dooley 37’ John 81’ \| Marcatori \| 65’ Sanneh 77’ Lassiter \| |               |                         |             |                              |
|                                                                                               |               |                         |             |                              |
| McBride 8’, 47’ Dooley 37’ John 81’                                                           | Marcatori     | 65’ Sanneh 77’ Lassiter |             |                              |

| Chicago 16 ottobre 1998, ore 20:30 UTC-4                                        | Chicago Fire   | 1 – 1 referto | L.A. Galaxy | Soldier Field (25.107 spett.) |
| \| \| \| \| \| Nowak 31’ \| Marcatori \| 37’ Pena \| \| \| Shootout 1 – 0 \| \| |                |               |             |                               |
|                                                                                 |                |               |             |                               |
| Nowak 31’                                                                       | Marcatori      | 37’ Pena      |             |                               |
|                                                                                 | Shootout 1 – 0 |               |             |                               |

#### Terza partita
| Washington 21 ottobre 1998, ore 20:00 UTC-4                   | D.C. United | 3 – 0 referto | Columbus Crew | RFK Stadium (17.755 spett.) |
| \| \| \| \| \| Agoos 12’ Lassiter 44’, 79’ \| Marcatori \| \| |             |               |               |                             |
|                                                               |             |               |               |                             |
| Agoos 12’ Lassiter 44’, 79’                                   | Marcatori   |               |               |                             |

### Finale MLS Cup
| Pasadena 25 ottobre 1998, ore 16:30 UTC-5                     | Chicago Fire | 2 – 0 referto | D.C. United | Rose Bowl (51.350 spett.) |
| \| \| \| \| \| Podbrozny 29’ Gutiérrez 45’ \| Marcatori \| \| |              |               |             |                           |
|                                                               |              |               |             |                           |
| Podbrozny 29’ Gutiérrez 45’                                   | Marcatori    |               |             |                           |

## Premi

### Giocatore della settimana
| Giornata    | Giocatore         | Squadra             |
| ----------- | ----------------- | ------------------- |
| Giornata 1  | Cobi Jones        | Los Angeles Galaxy  |
| Giornata 2  | Cobi Jones        | Los Angeles Galaxy  |
| Giornata 3  | Frank Klopas      | Chicago Fire        |
| Giornata 4  | Jason Farrell     | Columbus Crew       |
| Giornata 5  | Stern John        | Columbus Crew       |
| Giornata 6  | Paul Bravo        | Colorado Rapids     |
| Giornata 7  | Tony Meola        | MetroStars          |
| Giornata 8  | Cobi Jones        | Los Angeles Galaxy  |
| Giornata 9  | Vitalis Takawira  | Kansas City Wizards |
| Giornata 10 | Peter Nowak       | Chicago Fire        |
| Giornata 11 | Stern John        | Columbus Crew       |
| Giornata 12 | Jerzy Podbrożny   | Chicago Fire        |
| Giornata 13 | Zach Thornton     | Chicago Fire        |
| Giornata 14 | Roman Kosecki     | Chicago Fire        |
| Giornata 15 | Luboš Kubík       | Chicago Fire        |
| Giornata 16 | John Harkes       | D.C. United         |
| Giornata 17 | Roy Lassiter      | D.C. United         |
| Giornata 18 | Marco Etcheverry  | D.C. United         |
| Giornata 19 | Cobi Jones        | Los Angeles Galaxy  |
| Giornata 20 | Stern John        | Columbus Crew       |
| Giornata 21 | Cobi Jones        | Los Angeles Galaxy  |
| Giornata 22 | Diego Serna       | Miami Fusion        |
| Giornata 23 | Carlos Hermosillo | Los Angeles Galaxy  |
| Giornata 24 | Josh Wolff        | Chicago Fire        |
| Giornata 25 | Diego Serna       | Miami Fusion        |

### Giocatore del mese
| Mese      | Giocatore      | Squadra            |
| --------- | -------------- | ------------------ |
| Marzo     | Cobi Jones     | Los Angeles Galaxy |
| Aprile    | Juergen Sommer | Columbus Crew      |
| Maggio    | Peter Nowak    | Chicago Fire       |
| Giugno    | Ross Paule     | Colorado Rapids    |
| Luglio    | Roy Lassiter   | D.C. United        |
| Agosto    | Diego Soñora   | MetroStars         |
| Settembre | Diego Serna    | Miami Fusion       |

## Classifica marcatori
| Posizione | Giocatore           | Squadra                | Gol |
| --------- | ------------------- | ---------------------- | --- |
| 1         | Stern John          | Columbus Crew          | 26  |
| 2         | Cobi Jones          | Los Angeles Galaxy     | 19  |
| 3         | Roy Lassiter        | D.C. United            | 18  |
| 3         | Raúl Díaz Arce      | New England Revolution | 18  |
| 5         | Wélton              | Tampa Bay Mutiny       | 17  |
| 6         | Jaime Moreno        | D.C. United            | 16  |
| 7         | Giovanni Savarese   | MetroStars             | 14  |
| 8         | Wolde Harris        | Colorado Rapids        | 13  |
| 8         | Mauricio Cienfuegos | Los Angeles Galaxy     | 13  |
| 8         | Ronald Cerritos     | San Jose Clash         | 13  |